# Alban-Barthélémy Roe
Pour les articles homonymes, voir Saint Alban, Saint Barthélemy et Roe.
Alban-Barthélémy Roe (20 juillet 1583 - 21 janvier 1642) est un prêtre bénédictin anglais exécuté in odium fidei sous le règne de la reine Élisabeth Ire. Béatifié en 1929 par le pape Pie XI, puis canonisé en 1970 par le pape Paul VI, il est l'un des Quarante martyrs d'Angleterre et de Galles. Il figure aussi sur la liste des dits martyrs de Douai.

## Jeunesse
Bartholomew Roe est né en 1583, dans le Suffolk. Il est élevé en tant que protestant et, avec son frère James, se convertit au catholicisme ; tous deux deviennent moines bénédictins.
Les détails de la vie de Roe sont rares. Il n'était pas un moine typique, mais d'un tempérament explosif et imprévisible. Il a été dit que les caractéristiques exceptionnelles de sa vie étaient la gaieté et la ténacité, et que sa sainteté était incontestable.
Les perturbations causées par la dissolution des monastères ont privé les moines bénédictins d'un aspect clé de leur vie : la stabilité à vie au sein d'une même communauté. De grands monastères ont disparu et les maisons qui restent sont constituées de petits groupes fragmentés ou même d'individus isolés. Inévitablement pour les moines à cette époque, ce type de communauté a conduit certains à se concentrer sur la contemplation, devenant des mystiques à l'écart du reste du monde tandis que d'autres, par nécessité, étaient plus pratiques et individuels et se concentraient sur l'aspect missionnaire.

## Conversion
L'expérience de conversion de Roe fut inhabituelle : il essaya de convertir au protestantisme un catholique emprisonné, mais se retrouva vaincu en argument. À partir de ce moment, selon Challoner, « M. Roe était très mal à l'aise sur la question de la religion ; et ce malaise n'a cessé qu'en lisant et en se confessant à des prêtres catholiques, il était complètement convaincu de ses erreurs et déterminé à embrasser l'ancienne foi. Ayant lui-même trouvé le trésor de la vérité de Dieu, il était très désireux de le transmettre aux âmes de ses voisins ». En conséquence, en 1607, il entra au collège anglais de Douai pour préparer la prêtrise.
Lorsque le prieur a fait retirer quelques placards près de son lit, Roe a déclaré : « Il y a plus de problèmes avec quelques imbéciles qu'avec tous les sages ; si vous abaissez, je construirai ; si vous détruisez, je reconstruirai ».
Il a été expulsé du collège en 1610 en raison de son tempérament, les dossiers indiquant que « nous considérons que ledit Barthélémy Roe n'est pas du tout adapté aux fins de ce collège en raison de son mépris pour la discipline et pour ses supérieurs et en induisant en erreur certains des jeunes vivant au collège et aussi le grand danger que d'autres ne le suivent dans son égarement, nous jugeons donc qu'il doit être renvoyé du collège ».
Roe n'est pas parti tranquillement, mais a utilisé ses compétences considérables pour organiser une campagne contre les autorités. Un groupe important de moines semble l'avoir vu comme une sorte de héros et a soutenu son appel au président. Cela lui permit plus tard, en 1613, de rejoindre la communauté bénédictine anglaise de Saint-Laurent à Dieulouard en Lorraine, et finalement ordonné prêtre en 1615. Rien n'indique qu'il ait posé problème à Dieulouard. Il est devenu membre fondateur de la nouvelle communauté bénédictine anglaise de Saint-Edmond à Paris, d'où son nom religieux, le père Alban de Saint Edmond.

## Ministère et arrestation
Roe, après son ordination en 1615, rejoint les missions et travaille à Londres. Il est arrêté et déporté peu de temps après son arrivée.
Il revient en 1618 et est emprisonné jusqu'en 1623, date à laquelle sa libération et son exil ont été organisés par l'ambassadeur d'Espagne, Gondomar. Il revient une nouvelle fois deux ans plus tard et est incarcéré pendant 17 ans à la prison de Fleet. Les conditions de détention étaient détendues et il pouvait s'occuper des âmes pendant la journée à condition qu'il soit de retour dans sa cellule la nuit. Il était zélé pour la conversion des âmes et, sans église, pouvait être trouvé dans les maisons de bière jouant aux cartes avec les clients. Cela était autorisé par les Constitutions de la Congrégation bénédictine anglaise de l'époque ; les enjeux n'étaient pas monétaires, mais de courtes prières. Bien sûr, ce comportement a scandalisé les Puritains, mais comme il était déjà prisonnier, ils ne pouvaient pas faire grand-chose contre lui. Il a également été autorisé à recevoir des visiteurs en prison où, en plus de renforcer sa détermination par la prière privée, il a enseigné les prières des visiteurs et fait de nombreux convertis. Richard Challoner note qu'il a aussi traduit « plusieurs tracts pieux en anglais, dont certains ont été publiés sous forme imprimée, d'autres qu'il a laissés derrière lui sous forme manuscrite ».

## Procès
En 1641, il a été transféré à l'isolement dans la stricte prison de Newgate. Lors de son procès en 1642, il fut reconnu coupable de trahison en vertu de la loi 27 Eliz c.2 du simple fait d'être prêtre.
Challoner détaille son refus initial de plaider coupable. Il s'est alors avéré que le principal témoin contre lui était un catholique déchu qu'il avait autrefois aidé. Pensant qu'il pourrait le gagner à nouveau, il plaida non coupable, mais s'opposa à être jugé par « douze jurés ignorants », qui ne se préoccupaient pas de l'effusion de son sang innocent. Le juge était intimidé par Roe se moquant de la procédure, et l'a pris à part pour une conversation privée. Cela s'est mal passé, Roe déclarant : « Mon Sauveur a souffert beaucoup plus pour moi que tout cela ; et je suis prêt à subir le pire des tourments pour lui ». Le juge le renvoya en prison où il fut informé par ce que Challoner décrit comme « quelques prêtres graves et érudits » de suivre l'exemple de ceux qui étaient devant lui et de consentir à être jugé par le tribunal. Le jury mit environ une minute à le déclarer coupable. Il se moqua alors du juge et des jurés en les remerciant de lui accorder cette grande faveur qu'il désirait beaucoup.
Le juge suspendit la peine et le renvoya en prison pour quelques jours. La renommée de Roe conduisit à un flux constant de visiteurs, dont un qui a introduit en contrebande les articles nécessaires pour lui permettre de dire la messe dans sa cellule.

## Exécution
À Tyburn, Roe prêcha de manière joviale à la foule sur le sens de sa mort. Il jouait toujours avec la foule, retardant la procédure en demandant au shérif s'il pouvait sauver sa vie en devenant protestant. Le shérif consentit. Roe se tourna alors vers la foule en déclarant « voyez alors quel est le crime pour lequel je dois mourir et si la religion n'est pas ma seule trahison ? » 
Sa remarque à l'un de ses anciens geôliers fut : « Mon ami, je pense que vous êtes un prophète ; vous m'avez souvent dit que je devais être pendu. »
Il créa une forte impression de par sa mort et, quand ses restes ont été écartelés, il y eut une course pour plonger des mouchoirs dans son sang et ramasser des fétus de pailles couverts de sang comme des reliques. Le discours qu'il a prononcé aurait été envoyé au Parlement et conservé dans leurs archives.

## Canonisation
Roe a été reconnu martyr et déclaré vénérable en décembre 1929 par le pape Pie xi, et béatifié une semaine plus tard, le 15 décembre. Le bienheureux Alban Roe a été canonisé près de 40 ans plus tard le 25 octobre 1970 par le pape Paul vi comme l'un des quarante martyrs d'Angleterre et du pays de Galles avec une fête commune le 25 octobre. Sa fête est également célébrée le 21 janvier, jour de son martyre.
Les communautés de Saint-Laurent et de Saint-Edmond reviennent en Angleterre à la fin du XVIIIe siècle, lors des bouleversements de la Révolution française. Saint-Laurent s'installe dans le Yorkshire à ce qui allait devenir l'abbaye d'Ampleforth. Saint-Edmond s'est installée à l'abbaye de Douai, à Reading.